# Scorpaena afuerae
Scorpaena afuerae és una espècie de peix pertanyent a la família dels escorpènids.

## Descripció
- Fa 35 cm de llargària màxima (normalment, en fa 18).
- Cos robust.
- Línia lateral amb 24 escates.
- Coloració uniformement vermella amb ratlles i taques difuses.[2][3]

## Hàbitat
És un peix demersal, marí i de clima tropical, el qual viu fins als 100 m de fondària.

## Distribució geogràfica
Es troba al Pacífic sud-oriental: el Perú i l'Equador.

## Observacions
És inofensiu per als humans.